# Max Schippel

Max Schippel

Max Valentin Schippel (* 6. Dezember 1859 in Chemnitz; † 6. Juni 1928 in Dresden) war ein deutscher Sozialdemokrat (SPD), Redakteur, Journalist und Hochschullehrer. Er wird parteipolitisch als ein Revisionist angesehen.

## Leben
Schippel stammt aus einem gutbürgerlichen Haus: Sein Vater war Schuldirektor. Er war evangelisch. Von 1869 bis 1877 besuchte Schippel die Realschule in Chemnitz und studierte von 1877 bis 1884 in Leipzig, Basel und Berlin Philosophie und Volkswirtschaft. Mit den Ideen des Staatssozialisten Johann Karl Rodbertus vertraut, veröffentlichte er eine größere Arbeit unter dem Titel Das moderne Elend und die moderne Ueberbevölkerung in einem Buch von Moritz Wirth, ein erster Ansatz aus sozialistischer Sicht mit ökonomischen Argumenten gegen Kolonien vorzugehen. Für die Ausgabe von 1888 wurde von Seiten der Zensur ein Verbot beantragt. Schriften von Albert Schäffle haben ihn besonders beeindruckt, als junger Mensch sah Schippel zu ihm empor. Er zog nach Berlin und wurde dort bis 1884 Schüler von Adolph Wagner.
Schippel war von 1886 bis 1887 Redakteur des Berliner Volksblatts und 1887 Herausgeber der Berliner Volkstribüne. Im Jahr 1890 arbeitete er als Redakteur der Neuen Zeit und war von 1894 bis 1895 Redakteur des Wochenblatts Der Sozialdemokrat. Von 1897 bis 1928 veröffentlichte er in den Sozialistischen Monatsheften rund 340 Artikel. Anfangs publizierte er auch unter dem Pseudonym Isegrim. Ab 1909 war er zudem als freier Schriftsteller tätig.
Max Schippel war von Februar 1890 bis November 1905 in den 4 Legislaturperioden 10 bis 13 für den Wahlkreis Sachsen 16 Mitglied des Reichstags. Er schied vor Beendigung der 13. Wahlperiode aus dem Reichstag aus.
Von 1911 bis 1919 leitete er die neu eingerichtete Sozialpolitische Abteilung für die Generalkommission der Gewerkschaften Deutschlands und war als Archivar tätig. Zum Februar 1919 berief ihn die sächsische Landesregierung zum Leiter der neuen Landesstelle für Gemeinwirtschaft. Von 1923 bis zu seinem Tod 1928 lehrte Schippel als Professor für Staatswissenschaften und Sozialpolitik an der Technischen Hochschule Dresden und war zudem Leiter des Volkswirtschaftlichen Seminars. Sein Grab befindet sich auf dem Urnenhain Tolkewitz in Dresden.

## Publikationen
- 1890: Die Gewerkschaften, ihr Nutzen und ihre Bedeutung für die Arbeiterbewegung
- 1890: Die deutschen Arbeiter und das Gewerbegerichts-Gesetz
- 1891: Technisch-wirthschaftliche Revolutionen der Gegenwart: Nach D. A. Wells’ "Recent Economic Changes"
- 1891: Die deutsche Zuckerindustrie und ihre Subventionirten: ein Beitrag zur Landagitation
- 1896: Die Währungs-Frage und die Sozialdemokratie: eine gemeinfaßliche Darstellung der währungspolitischen Zustände und Kämpfe
- 1902: Grundzüge der Handelspolitik
- 1902: Sozialdemokratisches Reichstags-Handbuch: ein Führer durch die Zeit- und Streitfragen der Reichsgesetzgebung
- 1903: Zuckerproduktion und Zuckerprämien bis zur Brüsseler Konvention 1902: Eine wirtschaftsgeschichtliche und handelspolitische Darstellung

- 1906: Amerika und die Handesvertragspolitik
- 1908: Hochkonjunktur und Wirtschaftskrisis
- 1917: Die Praxis der Handelspolitik
- 1917: Monopolfrage und Arbeiterklasse
- 1920: Die Sozialisierungsbewegung in Sachsen